# Racing de Malinas
El Racing de Malinas (neerlandés: Racing Mechelen) es un club de fútbol de la ciudad de Malinas en la provincia de Amberes de Bélgica. Fue fundado en 1904 y juega en la División 2 de Bélgica, que se corresponde con el cuarto nivel del fútbol belga. Fue durante mucho tiempo rival del KV Mechelen. La mejor posición que ha obtenido en su historia fue un segundo puesto en la primera división de 1951-52 y la final de la Copa de Bélgica de 1954.

## Historia

### Primeros años
Fue fundado en 1904 como Racing Club de Malines y fue registrado en la federación dos años más tarde recibiendo la matrícula n°24. No se jugaron partidos en los primeros meses. Los miembros jugaron unos contra otros en campos de entrenamiento militar en Mechelen-North. A partir de 1905, el club pudo utilizar una campo de juego decente en el distrito de Kauwendael de Malinas una vez a la semana. En este sitio, el jueves 20 de abril de 1905 se jugó el primer partido oficial amistoso contra un club de una escuela francófona de Amberes, el Instituto Rachez. El 28 de mayo de 1905, otro partido oficial amistoso tuvo lugar en el mismo campo, contra Cureghem. En una reunión mensual el 19 de junio de 1905, Racing introdujo las regulaciones adecuadas y Oscar Vankesbeeck fue elegido presidente a la edad de 18 años.
Los colores verde y blanco del club fueron elegidos en mayo de 1906. La solicitud de afiliación a la RBFA se realizó antes del 10 de julio de 1906, fecha límite fijada por la asociación para participar en la temporada 1906-1907. 
Racing ingresó en la UBSSA el 22 de junio de 1906 y entró en Primera División, la actual Segunda División, a partir de 1907. En 1909, el club ganó su grupo y jugó al más alto nivel por primera vez en 1910. En Primera solo duró dos temporadas, volviendo a Segunda en el año 1912.
Solo después de la Primera Guerra Mundial pudo Racing comenzar de nuevo en la Primera División. Esta vez el club pudo mantenerse más tiempo: solo en la temporada 1924/25 el Racing jugó una temporada en Segunda División. En su 25 aniversario en 1929, el club recibió la designación real y se convirtió en Racing Club de Malines Société Royale (RC Malines SR). El club floreció, terminando tercero en la clasificación final tanto en 1929 como en 1930. Durante estos años Racing también suministró algunos jugadores a la Selección Belga (Red Devils).
En 1937, después de solo una victoria y cinco empates en la temporada, el equipo terminó último y volvió a la Segunda División. El nombre del club se cambió ese año a Racing Club Mechelen Koninklijke Maatschappij (RC Mechelen KM). Varios jugadores del club fueron enviados a la fuerza a Alemania para trabajar durante la Segunda Guerra Mundial.

### 1948-1955: Etapa brillante
Después de la Segunda Guerra Mundial, en 1947/48, Racing logró ganar su grupo en Segunda y regresó a Primera División. Racing vivió sus años de gloria a principios de los años 50, con el tercer puesto en la 1949-50 y en 1950-51. En 1952 Racing quedó subcampeón, cuatro puntos por detrás del RFC Liége. Racing llegó a la final de la Copa de Bélgica en 1954, pero la perdió contra Standard de Lieja por 3-1. En los dos años siguientes también llegaría lejos en la Copa, semifinales y cuartos de final.

### 1958: Retroceso final
En 1957 se cambió de nombre nuevamente, ahora Koninklijke Racing Club Mechelen (KRC Mechelen). Sin embargo, el club atravesó una etapa difícil: en 1958 el Racing descendió a Segunda División y dos temporadas después incluso a Tercera División. Durante el resto de la década de 1960, Racing fue un equipo ascensor entre Segunda y Tercera División, hasta conseguir otro título en Segunda División en 1975. El KRC Mechelen volvió a ascender a Primera División, pero quedó último en la 1975/76 y volvió a la Segunda después de una temporada. El club continuó jugando en Segunda hasta que finalmente se llevó el título nuevamente en 1988, y pudo volver a la división más alta. La estadía fue nuevamente efímera: después de dos temporadas, Racing volvió a la segunda división. Otro descenso siguió en 1994, ahora a tercera división, donde el club continuó jugando con diversos grados de éxito durante la próxima década.

### sigloXXI
Después de 13 años, Racing se reunió con sus rivales de la ciudad KV Mechelen en la temporada 2003/2004. Los derbis entre los dos clubes de Malinas atrajeron a una gran audiencia en la Tercera división (unos 10.000 espectadores). El 1 de febrero de 2004, Racing volvió a ganar en el campo del KV Malinas, gracias a un gol de cabeza de Kris Slachmuylders.
En 2008, el club logró una buena actuación en la Copa de Bélgica, donde eliminó a los equipos de primera división K Beerschot VA y Zulte Waregem. En cuartos de final, Racing fue emparejado con el Lierse SK de la segunda división y ganó el partido de ida por 1-0, pero en el de vuelta el equipo fue derrotado por 3-0. 
El presidente Edmond Philips falleció el 18 de mayo de 2009. En el mismo año, el club decidió colaborar con la escuela de fútbol mexicana Cesifut. También llegó un prestamista mexicano. La colaboración resultó en una llegada de jugadores mexicanos al equipo. A finales de octubre de 2009 dimitió el entrenador Regi Van Acker, porque el prestamista Salvador Necochea interfirió demasiado en los asuntos deportivos y porque ya no podía estar de acuerdo con el método de trabajo del club. Una gran parte de los miembros de la junta siguieron su ejemplo.
Después de una tumultuosa temporada 2009/10, Racing finalmente descendió a Cuarta División por primera vez en su historia. Permaneció solo una temporada e inmediatamente regresó a Tercera División. Bajo el liderazgo de Raoul Peeters, Racing se convirtió en campeón después de una victoria por 4-2 contra SK Berlare. Racing terminó la temporada con 68 puntos, 10 puntos más que el vicecampeón Londerzeel SK.
En la primera temporada como Tercera división, Racing clasificó octavo. Al año siguiente, 2012-2013, el club se convirtió en subcampeón detrás del Hoogstraten VV. Después de un largo período de dos décadas en las dos divisiones nacionales más bajas, Racing finalmente ascendió a Segunda División a través del título en la temporada 2013/14.
Sin embargo, ese ascenso afectó mucho al verde y al blanco: el club había exagerado su gasto financiero. El dinero se fue, los jugadores no pudieron ser pagados y se fueron uno por uno. Racing tuvo que vender el terreno que le quedaba (campo principal y tribunas) para saldar la mayor parte de sus deudas. Racing descendió de nuevo a Tercera División después de solo una temporada. Allí, el club quedó inmediatamente último y la reforma liguera incluso resultó en un doble descenso: a la Tercera División Aficionada.
Racing también lo pasó mal a ese nivel. Los problemas económicos persistieron en el club como una espada de Damocles y en 2017 Racing cayó, por primera vez en la historia, a las ligas provinciales.
Mientras tanto, se había formado una nueva junta, con jóvenes en ella. Junto con los últimos "ancianos" que quedaban, pusieron orden en el caos y trataron de hacer frente al problema económico. Eso funcionó hasta cierto punto, lo que significó que el regreso al fútbol nacional se logró de inmediato en términos deportivos. A través de la ronda final interprovincial, Racing volvió a jugar en la serie nacional tras 1 temporada. En esa tercera serie amateur, sin embargo, el equipo estaba demasiado débil para mantenerse, con otro descenso a la Primera Provincial de Amberes como resultado.
En enero de 2019, Racing continuó la innovación con la llegada de un nuevo presidente, el ex CEO de RBFA, François De Keersmaecker, y un nuevo accionista. Las deudas restantes se liquidaron y un nuevo viento sopló a través del Oscar Vankesbeeckstadion de inmediato. En marzo de 2020, el primer equipo quedó en segundo lugar y debido al paro de la competencia en la crisis del coronavirus, Racing pudo celebrar el ascenso a la Tercera Div. Aficionada gracias a ese segundo lugar (y el descenso voluntario de otro club de Amberes de una serie superior). Unos meses más tarde, Racing anunció una asociación a nivel juvenil con el RSC Anderlecht.

## Estadio

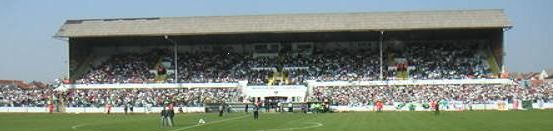
Estadio Oscar Van Kesbeeck.

## Palmarés
- Segunda División de Bélgica: 1910, 1948, 1975, 1988
- Tercera División de Bélgica: 1962, 1966, 1969, 2014

## Temporada a temporada
| Temporada                                                           | Nivel | Nivel | Nivel | Nivel | Nivel |     | Denominación                           | Puntos                                 | Observaciones                                                                                   | Copa de Bélgica |
|                                                                     | I     | I     | D.I   | D.II  | P.II  |     |                                        |                                        |                                                                                                 | Copa de Bélgica |
| ------------------------------------------------------------------- | ----- | ----- | ----- | ----- | ----- | --- | -------------------------------------- | -------------------------------------- | ----------------------------------------------------------------------------------------------- | --------------- |
| como RC Malines (Racing Club de Malines)                            |       |       |       |       |       |     |                                        |                                        |                                                                                                 |                 |
| 1906/07                                                             |       |       |       | 1     |       |     | Segunda Prov. Amberes                  | 18                                     |                                                                                                 |                 |
| 1907/08                                                             |       |       | 6     |       |       |     | Segunda División                       | 6                                      | Racing quedó segundo en la provincia de Amberes. Posteriormente fue sexto en la ronda final.    |                 |
| 1908/09                                                             |       |       | 3     |       |       |     | Segunda División                       | 22                                     | Racing se convirtió en campeón de la provincia de Amberes. Luego fue tercero en la ronda final. |                 |
|                                                                     | I     | I     | II    | P.I   | P.II  |     | desde 1909/10 hay 2 niveles nacionales | desde 1909/10 hay 2 niveles nacionales | desde 1909/10 hay 2 niveles nacionales                                                          |                 |
| 1909/10                                                             |       |       | 1     |       |       |     | Segunda División                       | 35                                     |                                                                                                 |                 |
| 1910/11                                                             | 8     | 8     |       |       |       |     | Primera División                       | 18                                     |                                                                                                 |                 |
| 1911/12                                                             | 11    | 11    |       |       |       |     | Primera División                       | 13                                     |                                                                                                 | 1/8             |
| 1912/13                                                             |       |       | 4     |       |       |     | Segunda División                       | 29                                     |                                                                                                 | 1/8             |
| 1913/14                                                             |       |       | 2     |       |       |     | Segunda División                       | 35                                     | Ascenso como subcampeón                                                                         | 1/4             |
|                                                                     |       |       |       |       |       |     |                                        |                                        | Debido a la I Guerra Mundial, no se organizaron competiciones desde 1914 hasta 1919.            |                 |
| 1919/20                                                             | 6     | 6     |       |       |       |     | Primera División                       | 24                                     |                                                                                                 |                 |
| 1920/21                                                             | 10    | 10    |       |       |       |     | Primera División                       | 15                                     |                                                                                                 |                 |
| 1921/22                                                             | 7     | 7     |       |       |       |     | Primera División                       | 26                                     |                                                                                                 |                 |
| 1922/23                                                             | 11    | 11    |       |       |       |     | Primera División                       | 19                                     |                                                                                                 |                 |
| 1923/24                                                             | 12    | 12    |       |       |       |     | Primera División                       | 19                                     |                                                                                                 |                 |
| 1924/25                                                             |       |       | 2     |       |       |     | Segunda División A                     | 42                                     | Los partidos de prueba para el ascenso contra el Lierse SK se ganaron 0-1 y 7-1.                |                 |
| 1925/26                                                             | 8     | 8     |       |       |       |     | Primera División                       | 27                                     |                                                                                                 |                 |
|                                                                     | I     | I     | II    | III   | P.I   |     |                                        | Desde 1926/27 hay 3 niveles nacionales | Desde 1926/27 hay 3 niveles nacionales                                                          |                 |
| 1926/27                                                             | 10    | 10    |       |       |       |     | Primera División                       | 24                                     |                                                                                                 | /               |
| 1927/28                                                             | 10    | 10    |       |       |       |     | Primera División                       | 22                                     | Segundo en play-off por la permanencia.                                                         |                 |
| 1928/29                                                             | 3     | 3     |       |       |       |     | Primera División                       | 31                                     |                                                                                                 |                 |
| como RC Malines SR (Racing Club de Malines Société Royale)          |       |       |       |       |       |     |                                        |                                        |                                                                                                 |                 |
| 1929/30                                                             | 3     | 3     |       |       |       |     | Primera División                       | 31                                     |                                                                                                 |                 |
| 1930/31                                                             | 10    | 10    |       |       |       |     | Primera División                       | 23                                     |                                                                                                 |                 |
| 1931/32                                                             | 12    | 12    |       |       |       |     | Primera División                       | 24                                     |                                                                                                 |                 |
| 1932/33                                                             | 11    | 11    |       |       |       |     | Primera División                       | 20                                     |                                                                                                 |                 |
| 1933/34                                                             | 11    | 11    |       |       |       |     | Primera División                       | 20                                     |                                                                                                 |                 |
| 1934/35                                                             | 8     | 8     |       |       |       |     | Primera División                       | 23                                     |                                                                                                 | /               |
| 1935/36                                                             | 12    | 12    |       |       |       |     | Primera División                       | 20                                     |                                                                                                 |                 |
| 1936/37                                                             | 14    | 14    |       |       |       |     | Primera División                       | 7                                      |                                                                                                 |                 |
| como RC Mechelen KM (Racing Club Mechelen Koninklijke Maatschappij) |       |       |       |       |       |     |                                        |                                        |                                                                                                 |                 |
| 1937/38                                                             |       |       | 3     |       |       |     | Segunda División B                     | 35                                     |                                                                                                 |                 |
| 1938/39                                                             |       |       | 2     |       |       |     | Segunda División B                     | 38                                     | El partido de prueba para el ascenso contra Tilleur FC se perdió 1-0.                           |                 |
| 1939/40                                                             |       |       |       |       |       |     |                                        |                                        | II Guerra Mundial                                                                               |                 |
| 1940/41                                                             |       |       |       |       |       |     |                                        |                                        | II Guerra Mundial                                                                               |                 |
| 1941/42                                                             |       |       | 11    |       |       |     | Segunda División A                     | 22                                     |                                                                                                 |                 |
| 1942/43                                                             |       |       | 6     |       |       |     | Segunda División A                     | 39                                     |                                                                                                 |                 |
| 1943/44                                                             |       |       | 8     |       |       |     | Segunda División B                     | 26                                     |                                                                                                 |                 |
| 1944/45                                                             |       |       |       |       |       |     |                                        |                                        | II Guerra Mundial                                                                               |                 |
| 1945/46                                                             |       |       | 2     |       |       |     | Segunda División B                     | 50                                     |                                                                                                 |                 |
| 1946/47                                                             |       |       | 3     |       |       |     | Segunda División B                     | 48                                     |                                                                                                 |                 |
| 1947/48                                                             |       |       | 1     |       |       |     | Segunda División A                     | 49                                     |                                                                                                 |                 |
| 1948/49                                                             | 5     | 5     |       |       |       |     | Primera División                       | 34                                     | [ 1 ]                                                                                           |                 |
| 1949/50                                                             | 3     | 3     |       |       |       |     | Primera División                       | 38                                     |                                                                                                 |                 |
| 1950/51                                                             | 3     | 3     |       |       |       |     | Primera División                       | 36                                     |                                                                                                 |                 |
| 1951/52                                                             | 2     | 2     |       |       |       |     | Primera División                       | 40                                     |                                                                                                 |                 |
|                                                                     | I     | I     | II    | III   | IV    | P.I | desde 1952/53 hay 4 niveles nacionales | desde 1952/53 hay 4 niveles nacionales | desde 1952/53 hay 4 niveles nacionales                                                          | Copa            |
| 1952/53                                                             | 4     | 4     |       |       |       |     | Primera División                       | 34                                     |                                                                                                 |                 |
| 1953/54                                                             | 6     | 6     |       |       |       |     | Primera División                       | 31                                     |                                                                                                 | Final           |
| 1954/55                                                             | 13    | 13    |       |       |       |     | Primera División                       | 28                                     |                                                                                                 | 1/2             |
| 1955/56                                                             | 5     | 5     |       |       |       |     | Primera División                       | 33                                     |                                                                                                 | 1/4             |
| 1956/57                                                             | 14    | 14    |       |       |       |     | Primera División                       | 22                                     |                                                                                                 |                 |
| como KRC Mechelen (Koninklijke Racing Club Mechelen)                |       |       |       |       |       |     |                                        |                                        |                                                                                                 |                 |
| 1957/58                                                             | 16    | 16    |       |       |       |     | Primera División                       | 16                                     |                                                                                                 |                 |
| 1958/59                                                             |       |       | 11    |       |       |     | Segunda División                       | 27                                     |                                                                                                 |                 |
| 1959/60                                                             |       |       | 15    |       |       |     | Segunda División                       | 23                                     |                                                                                                 |                 |
| 1960/61                                                             |       |       |       | 4     |       |     | Tercera Div. A                         | 35                                     |                                                                                                 |                 |
| 1961/62                                                             |       |       |       | 1     |       |     | Tercera Div. A                         | 45                                     |                                                                                                 |                 |
| 1962/63                                                             |       |       | 11    |       |       |     | Segunda División                       | 24                                     |                                                                                                 |                 |
| 1963/64                                                             |       |       | 15    |       |       |     | Segunda División                       | 20                                     |                                                                                                 | 1/32            |
| 1964/65                                                             |       |       |       | 5     |       |     | Tercera Div. A                         | 32                                     |                                                                                                 | 1/32            |
| 1965/66                                                             |       |       |       | 1     |       |     | Tercera Div. A                         | 44                                     |                                                                                                 | 1/32            |
| 1966/67                                                             |       |       | 9     |       |       |     | Segunda División                       | 32                                     |                                                                                                 | 1/16            |
| 1967/68                                                             |       |       | 15    |       |       |     | Segunda División                       | 20                                     |                                                                                                 | 1/32            |
| 1968/69                                                             |       |       |       | 1     |       |     | Tercera Div. A                         | 42                                     |                                                                                                 | 1/32            |
| 1969/70                                                             |       |       | 10    |       |       |     | Segunda División                       | 28                                     |                                                                                                 | 1/32            |
| 1970/71                                                             |       |       | 3     |       |       |     | Segunda División                       | 43                                     |                                                                                                 | 1/4             |
| 1971/72                                                             |       |       | 13    |       |       |     | Segunda División                       | 26                                     |                                                                                                 | 1/2             |
| 1972/73                                                             |       |       | 4     |       |       |     | Segunda División                       | 33                                     |                                                                                                 | 5R              |
| 1973/74                                                             |       |       | 6     |       |       |     | Segunda División                       | 33                                     |                                                                                                 | 1/4             |
| 1974/75                                                             |       |       | 1     |       |       |     | Segunda División                       | 41                                     |                                                                                                 | 1/16            |
| 1975/76                                                             | 19    | 19    |       |       |       |     | Primera División                       | 20                                     |                                                                                                 | 1/4             |
| 1976/77                                                             |       |       | 6     |       |       |     | Segunda División                       | 34                                     |                                                                                                 | 1/32            |
| 1977/78                                                             |       |       | 11    |       |       |     | Segunda División                       | 27                                     |                                                                                                 | 1/16            |
| 1978/79                                                             |       |       | 6     |       |       |     | Segunda División                       | 36                                     |                                                                                                 | 1/16            |
| 1979/80                                                             |       |       | 7     |       |       |     | Segunda División                       | 29                                     |                                                                                                 | 1/16            |
| 1980/81                                                             |       |       | 12    |       |       |     | Segunda División                       | 25                                     |                                                                                                 | 1/8             |
| 1981/82                                                             |       |       | 12    |       |       |     | Segunda División                       | 25                                     |                                                                                                 | 1/16            |
| 1982/83                                                             |       |       | 5     |       |       |     | Segunda División                       | 37                                     |                                                                                                 | 1/16            |
| 1983/84                                                             |       |       | 4     |       |       |     | Segunda División                       | 35                                     | Segundo lugar en una ronda final con Berchem Sport, SC Hasselt y Racing Jet de Bruxelles.       | 1/16            |
| 1984/85                                                             |       |       | 2     |       |       |     | Segunda División                       | 41                                     | Último puesto en una ronda final con Sint-Truidense VV, FC Winterslag y Charleroi SC.           | 1/16            |
| 1985/86                                                             |       |       | 13    |       |       |     | Segunda División                       | 27                                     |                                                                                                 | 1/16            |
| 1986/87                                                             |       |       | 8     |       |       |     | Segunda División                       | 30                                     |                                                                                                 | 1/16            |
| 1987/88                                                             |       |       | 1     |       |       |     | Segunda División                       | 41                                     |                                                                                                 | 1/32            |
| 1988/89                                                             | 13    | 13    |       |       |       |     | Primera División                       | 28                                     |                                                                                                 | 1/16            |
| 1989/90                                                             | 18    | 18    |       |       |       |     | Primera División                       | 21                                     |                                                                                                 | 1/16            |
| 1990/91                                                             |       |       | 13    |       |       |     | Segunda División                       | 26                                     |                                                                                                 | 1/8             |
| 1991/92                                                             |       |       | 10    |       |       |     | Segunda División                       | 28                                     |                                                                                                 | 1/32            |
| 1992/93                                                             |       |       | 11    |       |       |     | Segunda División                       | 26                                     |                                                                                                 | 5R              |
| 1993/94                                                             |       |       | 16    |       |       |     | Segunda División                       | 18                                     |                                                                                                 | 4R              |
| 1994/95                                                             |       |       |       | 8     |       |     | Tercera Div. A                         | 33                                     |                                                                                                 | 5R              |
| 1995/96                                                             |       |       |       | 10    |       |     | Tercera Div. B                         | 38                                     | Introducción del sistema de tres puntos.                                                        | 4R              |
| 1996/97                                                             |       |       |       | 3     |       |     | Tercera Div. B                         | 49                                     |                                                                                                 | 5R              |
| 1997/98                                                             |       |       |       | 5     |       |     | Tercera Div. B                         | 56                                     |                                                                                                 | 4R              |
| 1998/99                                                             |       |       |       | 6     |       |     | Tercera Div. B                         | 49                                     |                                                                                                 | 3R              |
| 1999/00                                                             |       |       |       | 3     |       |     | Tercera Div. A                         | 47                                     | Pierde en la ronda final contra R. Francs Borains 0-1 y 1-0.                                    | 4R              |
| 2000/01                                                             |       |       |       | 14    |       |     | Tercera Div. A                         | 30                                     | Se mantiene después de ganar en la ronda final contra Seraing RUL 1-2 y SK Gullegem 2-0.        | 3R              |
| 2001/02                                                             |       |       |       | 11    |       |     | Tercera Div. B                         | 33                                     |                                                                                                 | 3R              |
| 2002/03                                                             |       |       |       | 6     |       |     | Tercera Div. B                         | 42                                     |                                                                                                 | 5R              |
| 2003/04                                                             |       |       |       | 9     |       |     | Tercera Div. A                         | 39                                     |                                                                                                 | 4R              |
| 2004/05                                                             |       |       |       | 12    |       |     | Tercera Div. A                         | 34                                     |                                                                                                 | 4R              |
| 2005/06                                                             |       |       |       | 12    |       |     | Tercera Div. A                         | 35                                     |                                                                                                 | 1/16            |
| 2006/07                                                             |       |       |       | 12    |       |     | Tercera Div. A                         | 34                                     |                                                                                                 | 3R              |
| 2007/08                                                             |       |       |       | 5     |       |     | Tercera Div. A                         | 50                                     | Derrota en la ronda final ante CS Vise 0-0 (pen. 5-6).                                          | 3R              |
| 2008/09                                                             |       |       |       | 4     |       |     | Tercera Div. B                         | 51                                     | Pierde en la ronda preliminar de la ronda final contra la Louvière Centre por 1-1 y 3-1.        | 1/4             |
| 2009/10                                                             |       |       |       | 18    |       |     | Tercera Div. A                         | 37                                     |                                                                                                 | 4R              |
| 2010/11                                                             |       |       |       |       | 1     |     | Cuarta Div. B                          | 68                                     |                                                                                                 | 5R              |
| 2011/12                                                             |       |       |       | 8     |       |     | Tercera Div. B                         | 51                                     |                                                                                                 | 1/16            |
| 2012/13                                                             |       |       |       | 2     |       |     | Tercera Div. A                         | 64                                     | Derrota en la final de la final ante Geel-Meerhout (3-0 y 1-1)                                  | 4R              |
| 2013/14                                                             |       |       |       | 1     |       |     | Tercera Div. A                         | 74                                     |                                                                                                 | 5R              |
| 2014/15                                                             |       |       | 17    |       |       |     | Segunda División                       | 19                                     |                                                                                                 | 1/8             |
| 2015/16                                                             |       |       |       | 18    |       |     | Tercera Div. A                         | 22                                     |                                                                                                 | 4R              |
|                                                                     | 1A    | 1B    | 1Am   | 2Am   | 3Am   | P.I |                                        |                                        | desde 2016-17 hay 3 niveles nacionales y 2 regionales                                           | Copa            |
| 2016/17                                                             |       |       |       |       | 16    |     | Tercera Div. Afic                      | 13                                     |                                                                                                 | 1R              |
| 2017/18                                                             |       |       |       |       |       | 3   | Primera Prov. Amberes                  | 55                                     | Ascenso al ganar la final interprovincial contra KSV Oostkamp 3-3 (pen. 3-5)                    | 2R              |
| 2018/19                                                             |       |       |       |       | 16    |     | Tercera Div. Afic                      | 27                                     |                                                                                                 | 3R              |
| 2019/20                                                             |       |       |       |       |       | 2   | Primera Prov. Amberes                  | 55                                     | La competencia se detuvo temprano debido al brote de la pandemia de COVID-19.                   | 2R              |
| 2020/21                                                             |       |       |       |       | 9     |     | Tercera Div. Afic                      | 6                                      | Competición suspendida tras 4 jornadas por COVID-19                                             | 3R              |
| 2021/22                                                             |       |       |       |       | 1     |     | Tercera Div. Afic                      | 59                                     | Ascenso                                                                                         | 3R              |
| 2022/23                                                             |       |       |       | 10    |       |     | División 2                             | 47                                     |                                                                                                 |                 |
| 2023/24                                                             |       |       |       | 5     |       |     | División 2                             | 55                                     |                                                                                                 |                 |
| 2024/25                                                             |       |       |       | 6     |       |     | División 2                             | 46                                     |                                                                                                 |                 |